# Doris Fisher (baronne Fisher de Rednal)
Pour les articles homonymes, voir Doris Fisher.
Doris Mary Gertrude Fisher, baronne Fisher de Rednal, (13 septembre 1919 - 18 décembre 2005), née Satchwell, est une femme politique britannique.

## Jeunesse et carrière
Née à Birmingham, elle est la fille de Frederick James Satchwell. Elle fait ses études à la Tinker's Farm Girls 'School, au Fircroft College et au Bournville Day Continuation College
Elle rejoint le Parti travailliste en 1945 et est nommée directrice de son conseil coopératif local en 1951. Un an plus tard, Fisher est élue membre du conseil municipal de Birmingham, dans lequel elle siège jusqu'en 1974. Par la suite, elle est membre de la Warrington and Runcorn Development Corporation jusqu'en 1989. Fisher est présidente nationale de la Co-operative Party Guild en 1961 et est nommée juge de paix.

## Carrière parlementaire
Elle se présente à Birmingham Ladywood en 1969 lors d'une élection partielle au cours de laquelle Wallace Lawler des libéraux remporte le siège sur le Parti travailliste. Aux élections générales suivantes, Fisher le bat, occupant le siège jusqu'à l'élection générale de février 1974, lorsque la circonscription est redécoupée. Après son départ de la Chambre des communes, elle est créée pair à vie en tant que baronne Fisher de Rednal, de Rednal, dans la ville de Birmingham le 2 juillet 1974.
À la Chambre des lords, Fisher devient Gouverneur général du Conseil médical général en septembre 1974 et préside ensuite le groupe d'espéranto. Elle est nommée whip adjointe pour l'environnement en 1983, poste qu'elle occupe jusqu'à l'année suivante. Fisher entre au Parlement européen en 1975, siégeant à Strasbourg jusqu'en 1979. Elle est vice-présidente de l'Institute of Trading Standards Administration (aujourd'hui Trading Standards Institute).
En décembre 1991, à l'âge de 72 ans, Lady Fisher dormait à la dure dans un nid de cartons à la cathédrale St Philip de Birmingham pour attirer l'attention sur le sort des sans-abri de la ville.

## Vie privée
Elle épouse Joseph Fisher, un tôlier à l'usine de Longbridge, en 1939 et a deux filles. Son mari est mort en 1978 et elle est décédée en 2005, à l'âge de 86 ans.